# Henning Röhl
Henning Röhl (* 20. April 1943 in Töstrup; † 15. Juli 2023 in Husum) war ein deutscher Hörfunk- und Fernsehjournalist sowie Medienmanager.

## Leben
Henning Röhl war der jüngste Sohn des evangelischen Pastors, später Propst von Eiderstedt Cay-Heinrich Röhl und dessen Ehefrau Betty. Nach seiner Schulzeit in Flensburg von 1949 bis 1962 studierte er zwischen 1962 und 1965 Philosophie, Geschichte und Germanistik in Wien und Freiburg. Anschließend absolvierte er ein einjähriges Volontariat beim Südwestfunk in Baden-Baden. 
- 1967 wurde er Politik-Journalist beim SWF und 1978 stellvertretender Chefredakteur beim SWF-Hörfunk.
- 1981 wechselte er zum Norddeutschen Rundfunk, wo er 1983 Direktor des NDR-Landesfunkhauses Schleswig-Holstein wurde.
- 1988 wurde er Chefredakteur von „ARD-aktuell“ (Tagesschau und Tagesthemen). 1991 wurde er Fernsehdirektor des neu gegründeten Mitteldeutschen Rundfunks.
- 2001 baute er zum zweiten Mal einen Fernsehsender auf, nachdem er zum Geschäftsführer des neu gegründeten Senders Bibel TV bestellt wurde. Sein Vertrag wurde durch die Gesellschafterversammlung des Senders mehrmals verlängert. Röhl war außerdem Kuratoriumsmitglied des evangelikalen, dem CVJM nahestehenden Vereins ProChrist, der die gleichnamigen Großevangelisationsveranstaltungen organisiert.[2]
- 2012 wurde Matthias Brender am 14. Juni einstimmig zum Nachfolger Röhls bei Bibel TV gewählt, nachdem dieser darum gebeten hatte, seinen im Januar 2013 auslaufenden Vertrag nicht zu verlängern. Brender wurde im November 2012 Mitgeschäftsführer und am 1. Februar 2013 alleiniger Geschäftsführer.

Henning Röhl war verheiratet, Vater erwachsener Kinder und lebte mit seiner Frau zuletzt in Husum im Kreis Nordfriesland. Er starb am 15. Juli 2023 im Alter von 80 Jahren nach längerer Krankheit.

## Veröffentlichungen
- Die Macht der Nachricht: hinter den Kulissen der Tagesschau. Ullstein Verlag, Berlin 1992, ISBN 978-3-550-07201-7.
- Zeitgenossen des Jahrhunderts: Martin Niemöller im Gespräch mit Klaus Figge und Henning Röhl. Tonträger, SWR 1999.
- mit Stephanie Möller: Lea und Tabea: so Gott will; die bewegende Geschichte der siamesischen Zwillinge. Brunnen Verlag, Gießen 2005, ISBN 978-3-7655-3867-4.
- mit Ruth Lapide: Was glaubte Jesus? Gespräche mit einer Jüdin über das Neue Testament. Verlag Kreuz, Stuttgart 2006, ISBN 978-3-7831-2589-4.